# توروکینا
توروکینا یکی از روستاهای استان خودمختار بوگاینویل، واقع در کشور پاپوآ گینه نو است.